# Chongju
Chongju (정주시, 189 742 hab.) est une ville du Pyongan du Nord en Corée du Nord.
C'est un port sur la mer Jaune dans le sud de la province. Qualifié d'arrondissement (gun) jusqu'en 1994, il a alors été promu au rang de ville. La région est célèbre pour ses noisettes.

## Historique des députations de la circonscription de Chŏngju (241e)
- XIe législature (2003-2009) : An Young Hyun (Hangeul:안영현)
- XIIe législature (2009-2014) : Ryang Kyung Pok (Hangeul: 량경복 Hanja:梁慶福)
- XIIIe législature (2014-2019) : Kim Ik Chul (Hangeul: 김익철)

## Personnalités liées
- Do Jong-hwan, poète sud-coréen
- Hong Yun-suk, poète sud-coréenne
- Sunwoo Hwi, écrivain sud-coréen